# Gruta
Gruta (in tedesco Grutta) è un comune rurale polacco del distretto di Grudziądz, nel voivodato della Cuiavia-Pomerania.
Ricopre una superficie di 123,77 km² e nel 2004 contava 6 595 abitanti.